# IÉSEG School of Management
IÉSEG School of Management è una business school e Grande école fondata a Lilla nel 1964. La scuola si è sviluppata fino a due campus europei: Lilla e La Défense. Rientra nel 5% delle business school con triplo accreditamento AACSB, EQUIS e AMBA.
La IÉSEG School of Management è costantemente classificata come una delle prime 10 scuole di business in Francia secondo il Financial Times internazionale. Come Grande École francese e membro della Conférence des Grandes Écoles, la IÉSEG è una delle istituzioni di istruzione superiore più riconosciute e rigorose dal punto di vista accademico in Francia.
Nell'anno accademico 2019/2020, la scuola conta più di 9.000 ex studenti, 7.000 studenti sui campus di Lille e Parigi, di cui 2.600 sono studenti internazionali rappresentanti più di 100 nazionalità.
La Scuola ha più di 700 professori; l'82% del suo corpo docente permanente è internazionale, il 100% possiede un dottorato di ricerca e ha una rete di oltre 300 università partner in 75 paesi e più di 2500 partner aziendali.

## Storia
L'Institut d'Économie Scientifique et de Gestion (IÉSEG Lille) è stato fondato nel 1964 a Lille dall'economista e ex decano dell'Université Catholique de Lille, Michel Falise. Nel 1976, la scuola privata è stata riconosciuta dal Ministero dell'Educazione Nazionale (Francia) e è diventata membro della Conférence des Grandes écoles nel 1997. Nel 2002, l'IÉSEG è stata una delle prime business school in Francia a proporre un Master in management interamente insegnato in inglese.
Dal 2006, l'IÉSEG ha iniziato a collaborare con il CNRS in un laboratorio condiviso ed è da allora una delle business school in Francia, insieme a HEC Paris e altre, ad avere questo accordo. Nel 2012, la scuola ha ricevuto l'accreditamento EQUIS, nel 2013 l'AACSB e nel 2013 AMBA.
Negli ultimi anni, l'IÉSEG ha scelto di non sviluppare campus all'estero, ma di sviluppare invece i campus di Lille e Parigi. A differenza della maggior parte dei colleges e delle università in Francia, il campus di Lille è accessibile 24 ore su 24, 7 giorni su 7.

## Sistema delle Grande École
La IÉSEG School of Management è una "Grande École", un'istituzione francese di istruzione superiore che è separata da, ma parallela e connessa al principale sistema delle università pubbliche francesi. Simile all'Ivy League negli Stati Uniti, a Oxbridge nel Regno Unito e alla C9 League in Cina, le "Grande École" sono istituti accademici d'élite che ammettono studenti attraverso un processo estremamente competitivo. Gli ex allievi occupano in seguito posizioni d'élite nel governo, nell'amministrazione e nelle aziende in Francia.
Anche se sono più costose delle università pubbliche in Francia, le "Grande École" tipicamente hanno classi molto più piccole e corpi studenteschi, e molti dei loro programmi sono insegnati in inglese. Tirocini internazionali, opportunità di studio all'estero e stretti legami con il governo e il mondo aziendale sono un segno distintivo delle "Grande École". Molte delle migliori business school in Europa sono membri della "Conférence des Grandes Écoles" (CGE), come la IÉSEG, e delle 250 business school in Francia, solo 39 sono membri della CGE.
I titoli di studio della IÉSEG sono accreditati dalla "Conférence des Grandes Écoles" e rilasciati dal Ministero dell'Educazione Nazionale (Francia). La IÉSEG è ulteriormente accreditata da prestigiose organizzazioni internazionali di accreditamento delle business school e detiene il molto ambito triplo accreditamento: EQUIS, AACSB, e AMBA. Nel 2022, il Financial Times ha classificato il suo programma di Master in Management al 26º posto nel mondo.